# Élevage de moutons en Patagonie
À la fin du XIXe siècle et au début du XXe siècle, l'élevage de moutons se développe à travers les prairies de Patagonie faisant des régions du sud de l'Argentine et du Chili l'une des principales zones de production de viande ovine. Le développement de l'élevage de moutons attire des milliers d'immigrants de l'archipel de Chiloé et d'Europe en Terre de Feu. Cet élevage de moutons en Patagonie se concentre, à ses débuts, sur la production de laine mais la généralisation des réfrigérateurs industriels  a rendu possible l’exportation de la viande. Outre ses effets sur la démographie et l'activité économique de la Patagonie du Sud, le développement rapide de l'élevage a également bouleversé l'écosystème de la steppe.
L'élevage de moutons en Patagonie se fait à travers le système des estancias. Chacune de ces estancias est administrée depuis un casco central (un ensemble de bâtiments centraux) où les administrateurs, chefs d'équipe et ouvriers agricoles vivaient.
La Sociedad Explotadora de Magallanes, l'une des plus grosses entreprises d'élevage, possède plus de 200 000 moutons en 1901.

## Développement

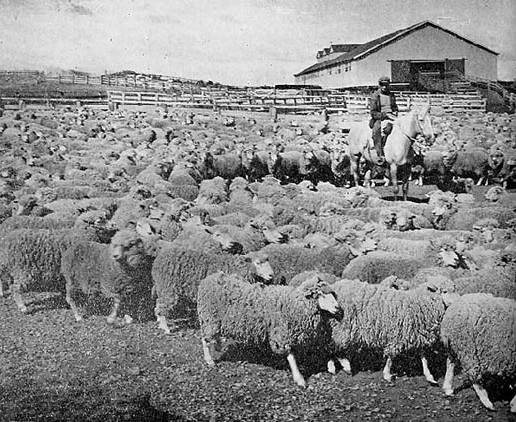
Ranch voué à l'élevage des moutons en Terre de Feu, 1942. Il s'agit alors de la principale activité de la région, elle sera par la suite affectée par le développement du marché international de la laine et par l'exploitation de gisements de pétrole et de gaz.

En 1843, le Chili établit une colonie sur la péninsule de Brunswick pour affirmer sa souveraineté sur le détroit de Magellan, dont la position est stratégique. L'élevage de moutons dans cette première colonie chilienne est modeste. Les premiers à réaliser le potentiel qu'offraient les terres situées autour du détroit pour un élevage à grande échelle sont un groupe d'immigrants britanniques installés à Punta Arenas dans les années 1870.
La première tentative réussie d'élevage de moutons dans la région du détroit de Magellan est attribuée à l'Anglais Henry Reynard (espagnol : Enrique Reynard) qui établit une exploitation en 1877 sur l'île Isabel. Ses moutons sont transportés dans la zone du détroit par le gouverneur chilien Diego Dublé Almeida qui fera le déplacement - uniquement dans cette optique - aux îles Malouines à bord du Chacabuco en 1876. À Port Stanley, ce dernier achète 300 moutons qu'il revendra à Henry Reynard de retour au Chili. Cet élevage expérimental est considéré comme étant une réussite dès 1878 et il suscite une importante demande d'attribution de terres par des individus désireux de se lancer à leur tour dans l'élevage.
Les meilleures parcelles pour l'élevage le long du détroit sont toutes louées ou réservées en 1884.

## Impact écologique

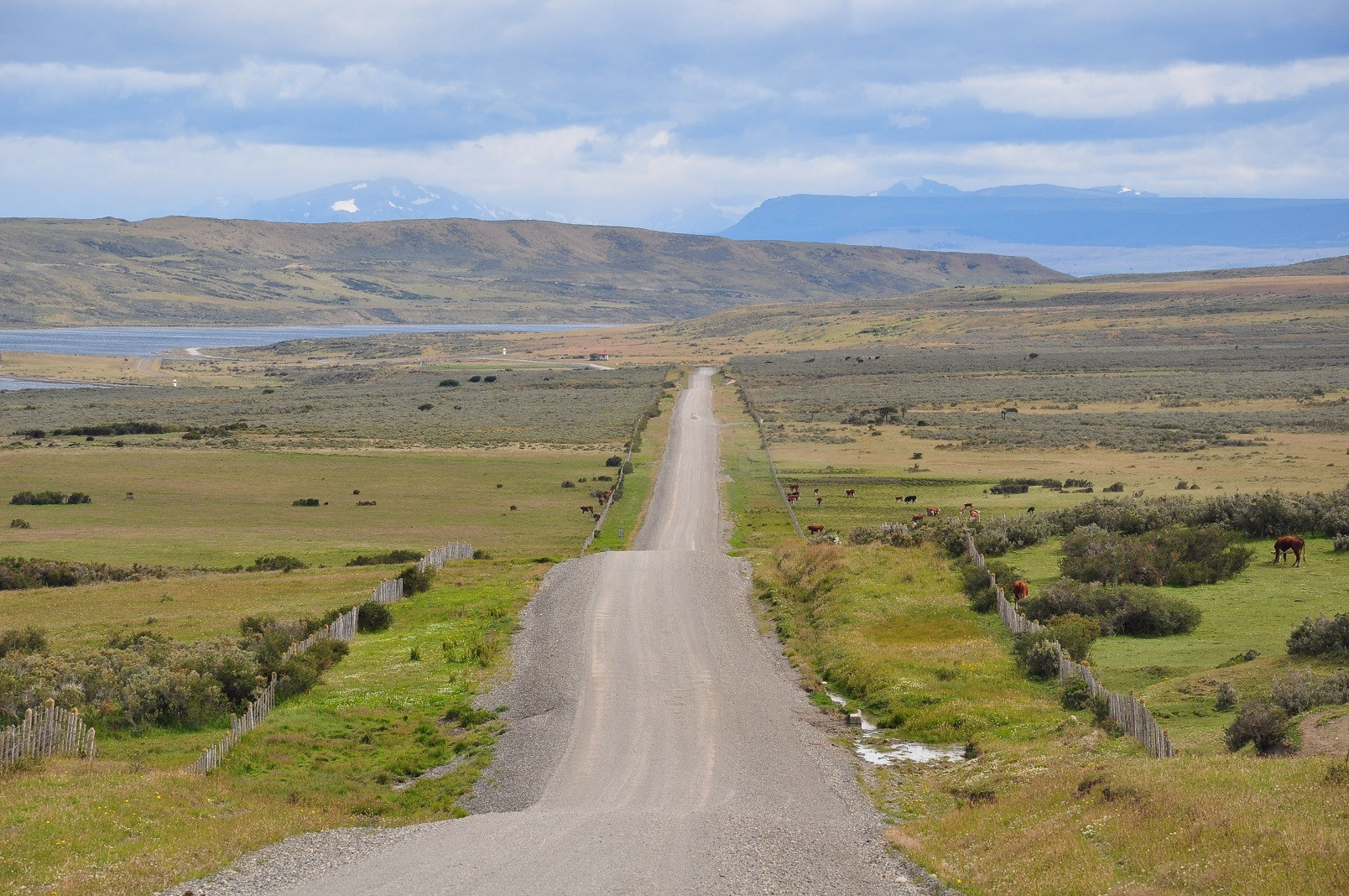
Prairies naturelles près de l'île Riesco, à 70 km au nord de Punta Arenas.

Le développement rapide de l'élevage de moutons n'a pas seulement bouleversé la démographie et l'activité économique du sud de la Patagonie et de la Terre de Feu, il a également eu un impact sur l'écosystème de la steppe. Des recherches suggèrent que les excréments des moutons ont pu provoquer l'eutrophisation des lagons, tels que Potrok Aike (en), et que les moutons ont causé une érosion considérable par endroits. Le détroit de Magellan et la côte Atlantique étaient couverts par des prairies naturelles, l'introduction des moutons n'a donc pas donné lieu à de la déforestation.